# Сосновка (Ірбітський міський округ)
Сосно́вка (рос. Сосновка) — присілок у складі Ірбітського міського округу Свердловської області.
Населення — 141 особа (2010, 173 у 2002).
Національний склад населення станом на 2002 рік: росіяни — 88 %.